# Roy Coffin
Pour les articles homonymes, voir Coffin.
Roy Riddell Coffin, né le 10 mai 1898 à Philadelphie (Pennsylvanie) et mort en novembre 1982 à Wallingford (en) (Pennsylvanie), est un joueur américain de hockey sur gazon.

## Biographie
Roy Coffin participe au tournoi de hockey sur gazon aux Jeux olympiques d'été de 1932 à Los Angeles et remporte avec l'équipe nationale américaine la médaille de bronze. Il joue dans ce tournoi un match contre le Japon.